# Relations entre le Bangladesh et Cuba
Les relations entre le Bangladesh et Cuba sont les relations bilatérales de la république populaire du Bangladesh et de la république de Cuba. Les relations entre les deux pays ont été chaleureuses, les deux pays s'efforçant de la renforcer encore.

## Histoire
Les relations diplomatiques entre les deux pays ont officiellement débuté en 1972, juste après l'indépendance du Bangladesh. Les relations ont pris un tournant lorsque le Bangladesh a signé un accord controversé avec Cuba pour exporter des sacs de jute en 1974. Cet accord a provoqué la colère des États-Unis, qui avaient des relations hostiles avec Cuba, et a conduit à la suspension de l'aide alimentaire américaine au Bangladesh. Cela a été suivi par une inondation dévastatrice en juillet-août 1974 qui a submergé une grande partie du Bangladesh et a causé de graves dommages à la production alimentaire nationale. En conséquence, le pays a été frappé par une famine mortelle qui a tué près d'un million de personnes. Pour permettre l'acheminement de l'aide alimentaire et autre des États-Unis, le gouvernement du Bangladesh a coupé tous ses liens avec Cuba et les relations bilatérales ont atteint leur point culminant. Les relations ont repris lorsque l'ancien président du Bangladesh, Ziaur Rahman, est devenu le premier chef d'État bangladais à effectuer une visite officielle à La Havane en 1979. Les Cubains peuvent obtenir un visa à leur arrivée au Bangladesh en 1979,.

## Politique
Un rassemblement a eu lieu au Bangladesh pour demander la libération des Cinq de Cuba et 10 000 signatures ont été recueillies pour une pétition. Un navire de la société Ocean Maritime Management Company Ltd (OMM), qui appartient à la Corée du Nord et qui était impliqué dans la contrebande d'armes vers Cuba, a été détourné du port de Chittagong par la marine du Bangladesh. La société était sous le coup de sanctions des Nations unies pour avoir transporté des armes interdites de la Corée du Nord vers Cuba.

## Coopération économique
Le Bangladesh et Cuba ont exprimé leur intérêt pour l'élargissement de la coopération économique bilatérale entre les deux pays et ont travaillé dans ce sens,. Les industries pharmaceutiques ont été identifiées comme un secteur potentiel pour la coopération économique entre les deux pays.

## Culture
Le groupe de jazz-funk afro-cubain Motimba a donné des concerts de jazz cubain à Dacca.